# 조유 후미히로
조유 후미히로(上祐 史浩, 1962년 12월 17일 ~ )는 옴진리교의 대변인이었으며, 1999년부터 2007년까지는 알레프로 개칭한 옴진리교의 사실상 지도자였다. 2007년 5월 7일에는 알레프에서 독립해 빛의 바퀴를 설립했다.